# Heito Ike
Heito Ike (von japanisch 平頭池 ‚Flachgipfelsee‘) ist ein durch einen natürlichen Eisdamm angestauter See an der Prinz-Harald-Küste des ostantarktischen Königin-Maud-Lands. Er liegt im oberen Abschnitt des Tals Yatude Zawa im südlichen Teil der Langhovde.
Japanische Wissenschaftler benannten ihn 2012 in Anlehnung an die Benennung des benachbarten Heitō-Gletschers.